# Daradics Árpád
Daradics Árpád (Marosvásárhely, 1964. május 26. –) Munkácsy Mihály-díjas képzőművész, áramművész, grafikus.

## Életpályája
1982-ben érettségizett a marosvásárhelyi Zenei és Képzőművészeti Gimnáziumban. 1990-ben fejezte be tanulmányait a kolozsvári Ion Andreescu Képzőművészeti Egyetemen. Jelenleg Budapesten él. 
Tagja a Magyar Alkotók Országos Egyesületének, a Magyar Elektrográfiai Társaságnak és a MAMŰ Társaságnak. 2001 -ben vált ismertté a Vörös történetek (Red Stories) című elektrográfia sorozata. 

## Díjai, elismerései
- 2004-ben NKÖM szakmai díjas lett,
- 2005-ben a Római Magyar Akadémia ösztöndíját és Finnországban, a Lahti Poster Biennialén Pleasure díjat nyert.
- 2011-ben második helyezett lett a varsói IIMPRINT – Kulisiewicz International Graphic Art Triennialon.

## Egyéni kiállításai
- 1988 • Intim Szocializmus, Képzőművészeti Egyetem, Kolozsvár, Románia [Pusztai (Altnéder) Péter grafikussal]
- 1989, 1990 • Pus&Dar, Megyei Művészeti Galéria, Nagybánya, Románia [Pusztai (Altnéder) Péter grafikussal]
- 2003 • Vörös Történetek, Pro Art Galéria, Gyergyószentmiklós, Románia
- 2004 • Vörös Történetek, MAMŰ Galéria, Budapest
- 2005 • Piros, Fehér, Fekete, Hatvany Lajos Múzeum, Műhely Galéria, Hatvan • Vörös Történetek, Kondor Béla kiállítóterem, Budapest
- 2006 • Vörös Történetek, Zemplén Galéria, Sátoraljaújhely
- 2007 • A kép beszél a kutya ugat, Magyar Műhely Galéria, Budapest • Grafikák, Gyárfás Jenő Képtár kiállítóterme, Sepsiszentgyörgy, Románia.

## Részvétele csoportos kiállításokon (válogatás)
- 1989 • 8. International Poster Biennial, Lahti, Finnország • 11. International Graphic Art Biennial, Rijeka, Jugoszlávia
- 1993 • 2. Nemzetközi Rajz és Grafikai Biennálé, Győr
- 2000 • 3. Országos Színesnyomat Grafikai kiállítás, Művészetek Háza, Szekszárd • Matricák 1, Kisméretű Elektrográfiák Nemzetközi kiállítása, Vigadó Galéria, Budapest
- 2001 • Feketén–Fehéren, Műcsarnok, Budapest
- 2002 • Matricák 2, Kisméretű Elektrográfiák Nemzetközi kiállítása, Újpest Galéria, Budapest
- 2003 • Burleszk, Art station & Esti Kornel Galéria, Sepsiszentgyörgy • 14. International Poster Competition, Chaumont, Franciaország • International Poster Exhibition, válogatás a Chaumonti nemzetközi plakát kiállításról, Hoorn, Hollandia • Poster exhibition, Poster Museum of Louvre, Párizs • 14. International Poster Biennial, Lahti
- 2004 • 2. Nemzetközi Kortárs Művészeti Fesztivál, Ulánbátor, Mongólia • Matricák 3, Kisméretű Elektrográfiák Nemzetközi kiállítása, Vasarely Múzeum, Budapest • Voltak és Vannak, Vigadó Galéria, Budapest • Szegmens I. Kortárs magyar képzőművészeti kiállítás, Saoh & Tomos Galéria, Tokió, Japán • Szegmens I. Kortárs magyar képzőművészeti kiállítás, Abiko, Japán
- 2005 • Szegmens II., Kortárs magyar képzőművészeti kiállítás, Ulánbátor, Mongólia • MAMŰ Tartós, Templom Galéria, Eger • 1. Nemzetközi Kortárs Szobrászati kiállítás, Danubiusz Galéria, Szováta, Románia • 31. Gyergyószárhegyi Nemzetközi Művésztelep kiállítása, Bástya Galéria, Románia • 15. International Poster Biennial, Lahti, Finnország • 4. Lessedra World Art Print Annual, Szófia, Bulgária
- 2006 • International Print Triennial, Krakow, Lengyelország • Mount Meru, 1. International Art Exhibition, Arusha, Tanzánia • 8. International Miniature Art Biennial, Wille Marie, Québec, Kanada • Szegmens III., Kortárs magyar képzőművészeti kiállítás, Taipei, Tawan • Pixel, Digitális Nyomatok 1. Országos szemléje, WAM Design Galéria, Budapest • 23. Miskolci Grafikai Biennálé, Miskolc • Kisgrafika 2006, Újpest Galéria, Budapest • 26. Miniprint International, Cadaques, Spanyolország • 5. Lessedra World Art Print Annual, Szófia, Bulgária • Multi Művésztelep kiállítása, MAMŰ Galéria, Budapest • 32. Gyergyószárhegyi Nemzetközi Művésztelep kiállítása, Bástya Galéria, Románia • Cowparade, Millenáris Park, Budapest
- 2007 • 4. International Biennial of Mini Prints, Tetovo, Macedónia • 18-28, Duna Galéria, Budapest. • 6. Biennale Internationale dell’Arte Contemporanea, Fortezza da  Basso, Firenze • 13. Biennale Internationale de la Gravure et des Nouvelles Images, Sarcelles, Franciaország • Kép és Kerete, A magyar festészet napja, Kondor Béla kiállítóterem, Budapest • Ahová a király is gyalog jár, Zewa – WC történeti kiállítás, Millenáris Park, Budapest • Matricák 2004 díjazottjainak kiállítása, Képíró Galéria, Budapest • 6. International Miniprint Triennial, Art Museum, Lahti, Finnország • Print, International Grafiktriennale Krakau-Oldenburg-Wien, Künstlerhaus, Bécs, Ausztria • 2. Medial Art Biennial, Art Addiction Medial Museum, London • 27. Miniprint International, Cadaques, Spanyolország • Matricák 4, Kisméretű Elektrográfiák Nemzetközi kiállítása, Duna Galéria, Budapest • 6. Lessedra World Art Print Annual, Szófia, Bulgária.
- 2008 • 8. International Miniature Art Biennial, Wille Marie, Québec, Kanada.